# Paolo Emilio Morgari
Pour les articles homonymes, voir Morgari.

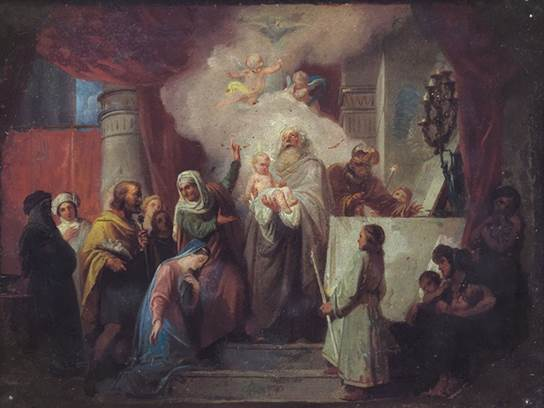
Le baptême (1870).

Paolo Emilio Morgari, né en 1815 à Turin, et mort en 1882 dans la même ville, est un peintre italien, principalement de sujets religieux. Il est aussi graveur et lithographe.

## Biographie
Paolo Emilio Morgari est né en 1815 à Turin. Il reçoit les premiers enseignements artistiques de son père, un peintre né en 1788 et mort en 1847. Son frère Rodolfo Morgari, est un éminent peintre et professeur à l'Accademia Albertina à Turin. Paolo Emilio a trois enfants : Luigi (1857-1935) et Béatrice (1858-1936), les deux sont des peintres, et Oddino (1865-1944), un journaliste et homme politique. L'épouse de Paolo Emilio, Clementina Morgari Lomazzi (en), est également peintre.
À l'Académie, il travaille également sous Giovan Battista Biscarra. Morgari peint principalement des retables et de grands cycles de fresques d'églises. Il peint dans les églises suivantes de Turin : l'église de San Massimo (1853), l'église de Santi Maurizio e Lazzaro (1858-1859), l'église de Visitazione, et, en collaboration avec Rodolfo son frère, dans l'église de San Carlo. En collaboration avec Luigi Hartmann (1807-1884), il participe à la décoration (1861-1866) de la cathédrale de Fossano et de l'église paroissiale de Santhià. Il peint l'abside de la cathédrale Saint-Donat de Mondovi.
Paolo Emilio travaille également comme graveur et lithographe. Il grave des dessins pour Éléments d'anatomie physiologique (1839) utilisé par les étudiants de l'Accademia Albertina. En collaboration avec Tommaso Juglaris, il apporte son aide pour décorer l'entrée de la cage d'escalier du Palais Royal et le portique de l'hôtel de ville de Turin (1865).
Il meurt à Turin en 1882.